# 馬晴山
馬晴山（1926年5月21日—），生於中華民國遼北省通辽縣，前中華民國陸軍，射擊國手，曾參與1964年夏季奥林匹克运动会。他在東京奧運期間，尋求政治庇護，之後投奔中華人民共和國，為韓戰之後，第二起由台灣地區返回大陸地區的例子（第一起為1956年台灣籍遣日留學警官洪進山在日本變節後乘輪船投奔中華人民共和國的洪進山事件）。中華民國政府懷疑這個事件是由中共情報單位所設計策動的。

## 生平
1949年，馬晴山隨中華民國軍隊抵達台灣，繼續在軍中服役。
在1964年東京奧運，馬晴山參與參加快射手槍，名列第53。參賽期間，馬晴山在日本認識一名女子，先至東京華僑總會表達不願回台的意願，隨後經華僑總會人員幫忙，至東京警視廳要求政治庇護。因為他沒有日本居留權，並宣稱已得到台灣政府允許同意他返回中國大陸，日本於是決定將他遣送至中国大陆。
1964年11月，馬晴山與陳覺在華僑總會組織部部長博仁特古斯和日本促進中日貿易的社會活動家鈴木一雄的協助下，從山口縣下關港搭乘挪威籍貨輪《神宝丸》前往中國大陆，6日抵達天津新港。11月12日，中华全国体育总会主席、中國国家体委副主任，於北京接見並宴請马晴山、陈觉，马晴山的父亲、两个弟弟和陈觉的母亲、妹妹也参加了宴会。17日，北京市副市长吴晗與超过1,500人在政协礼堂集会欢迎马晴山和陈觉，在会上，蔡廷锴代表中國国家体委向马晴山、陈觉颁发了奖金各人民幣10,000元的证明书。26日，马晴山回到家乡哲里木盟参观访问。
之後，馬晴山加入中华人民共和国射擊代表隊，培訓射擊運動員。1980年代，马晴山曾作为中国射击队的代表再次访日交流。1980代末期马晴山渐渐淡出了公众视野，以辽宁省体委副主任的官衔退休。

### 相關事件
在東京奧運結束，準備返回台北前兩天，體育考察團攝影陳覺失蹤，至蘇聯駐日大使館尋求庇護，要求前往中国大陆。代表團懷疑他是遭到日本極道綁架或是遭中共情報人員設計。

## 後續發展
擔任代表團安全官的調查局官員范子文因為此事遭到調查，在數年後被指控是中華人民共和國的特務。
此外楊傳廣在東京奧運的表現不佳，他指稱是因為被馬晴山下藥所致，但此事並沒有得到證實。

## 外部連結
- 馬晴山在国际奥林匹克委员会的资料
- 歷史街道／奧運的政治糾葛－中共美人計射擊選手馬晴山臨陣叛逃
- 旅日老華僑的奧運記憶 （页面存档备份，存于）